# IBM Q System Two
IBM Quantum System Two è il primo sistema di computer quantistico modulare, presentato da IBM il 4 dicembre 2023.
È il successore dell'IBM Quantum System One.
Contiene tre processori IBM Quantum Heron, che possono essere ampliati grazie alla loro modularità e successivamente aggiornati per le QPU più recenti, in quanto sono completamente aggiornabili.
Per ottenere la massima efficienza, è necessario raffreddare il sistema fino a una temperatura di qualche centesimo di grado sopra lo zero assoluto (10-20 mK ), utilizzando la tecnologia della diluizione.

## Futuro
IBM ha dichiarato che la sua tecnologia di accoppiamento quantistico consentirà a più unità IBM Quantum System Two di connettersi insieme, in modo tale da creare sistemi in grado di eseguire 100 milioni di operazioni in un singolo circuito quantistico e, successivamente, un miliardo di operazioni, entro il 2033.